# 松川弁之助

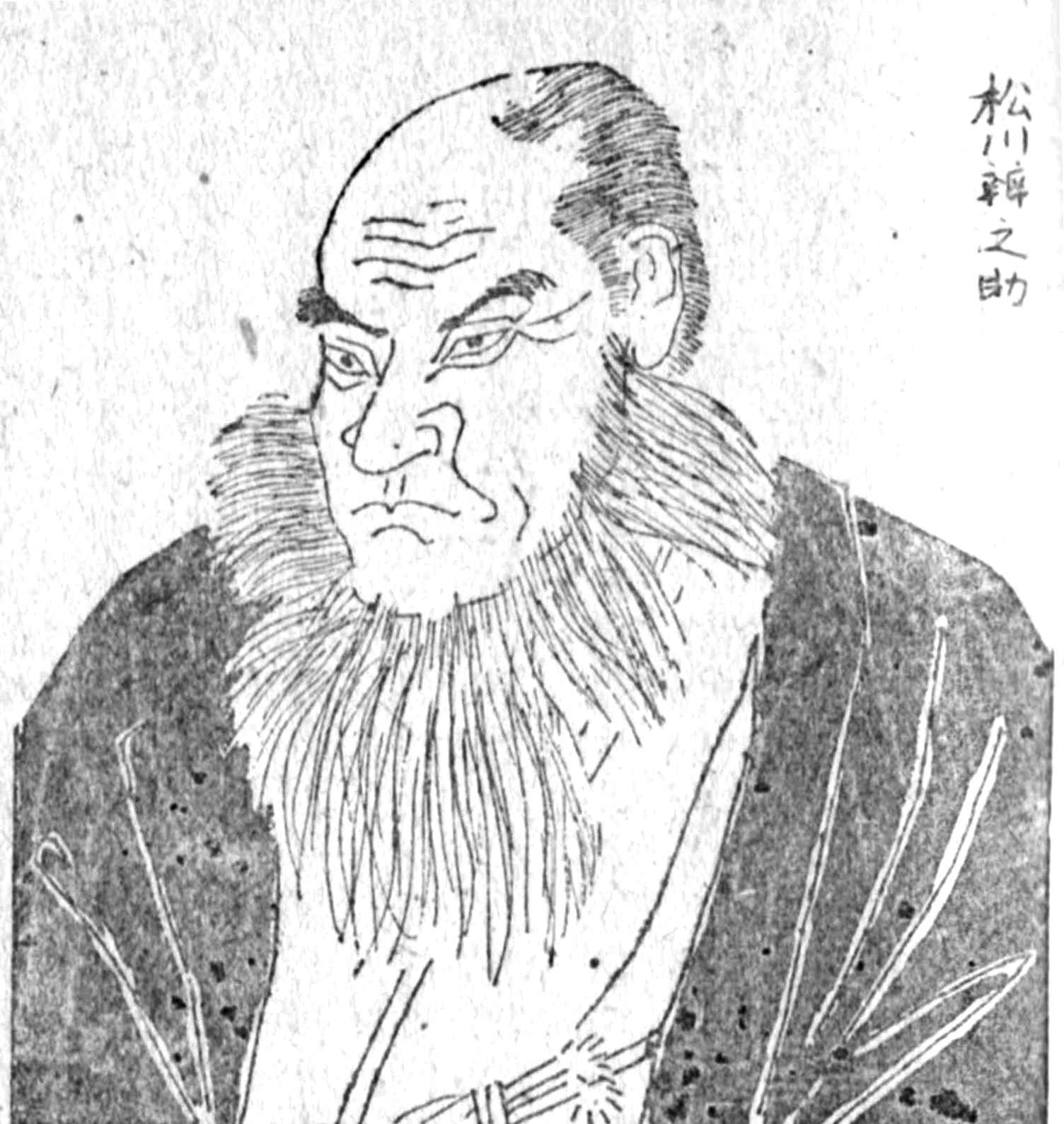
松川弁之助

松川 弁之助（まつかわ べんのすけ、1802年5月10日（享和2年4月9日） - 1876年（明治9年）7月27日）は、幕末・明治期の北海道開拓者。越後の大庄屋に生まれ、50歳を過ぎてから蝦夷地に渡り、五稜郭建設工事に携わったほか、樺太漁場などの北方開拓に後半生をささげた。名は重明。また、三之助、三弥とも名乗る。

## 経歴
1802年（享和2年）、越後国蒲原郡井栗村（現・新潟県三条市）の大庄屋・6代目松川三之助重基の6男として生まれる。松川家の先祖は上杉氏に仕えた武将であり、会津移封時に越後に残り帰農したと伝わる。父・重基は文武両道に優れ、私塾を開き子弟教育や各種の公共事業を行い、周囲に名が知られる一方で、国難を憂いて国防のため北方開拓を何度も建白していた人物であった。兄が皆早世し、42歳のとき松川家の家督を継ぐ。
若い頃、江戸に行き、後に松前城を設計した市川一学の下で兵学を学ぶ。同門に箱館奉行所組頭となる河津祐邦がおり、交友を結ぶ。
1855年（安政2年）、家督を長男・和三郎に譲り、父・重基の宿願でもあった北方開拓を領主である三日市藩主・柳沢泰孝に願い出る。その志は三日市藩から幕府に伝えられ、幕府から蝦夷地御用方を命じられる。1856年（安政3年）、手下数十人を連れ、箱館に渡る。箱館奉行所から箱館御用取扱を命じられ、尻沢辺（現・谷地頭町）に「御用畑」、赤川村石川（現・石川町）に「御手作場」を開く。また、五稜郭や弁天台場の土木工事を請け負い、その物資運搬のため自費で一本木（現・若松町）と五稜郭の間に道路を整備する。この道路は「松川街道」と呼ばれるようになり、松川町の町名の由来となる。その他にも、願乗寺川の掘削、地蔵町の埋立などの事業を行う。

### 漁場開拓
1857年（安政4年）には、北蝦夷地（樺太）での漁場開拓のため、越後国一ノ木戸村（現・三条市）の小林森之助を北蝦夷地東海岸のオチョポカ（富内郡富内村落帆）に送り、マス1,000石の漁獲を上げた。このとき、中知床岬を周り北蝦夷地東海岸への航路を開拓したことで幕府から褒美を受ける。また、漁場開拓の功をもって、北蝦夷地御直捌所差配人元締を命じられるともに苗字帯刀を許される。
これを受けて一気に北蝦夷地での事業を拡大すべく東西13か所での漁場開拓を図る。姻戚の佐藤久右衛門と箱館奉行所から1万両を借り、東海岸のオチョポカ（富内郡富内村落帆）、マアヌイ（栄浜郡白縫村真縫）、西海岸のクシュンナイ（久春内郡久春内村）の３か所に約50人を送り込むが、越冬中に半数が死亡した。翌1858年（安政5年）には自ら北蝦夷地に行くなど数年間漁場開拓を進めるが、不漁と病人が続出し、私財を失う。1861年（文久元年）、北蝦夷地御直捌所差配人元締を辞退、16,000両もの幕府からの借財の返済に充てるため、漁場・建物・埋め立てて得た土地などを幕府に上納し、越後に帰郷した。その後、郷里で余生を送る。
1875年（明治8年）、樺太・千島交換条約締結で樺太を放棄したことを知り、「ああ我が罪なり」と嘆いたという。
1876年（明治9年）死去、享年75。三条市福楽寺に墓がある。
栗本鋤雲の評。「昔、匏庵の弁之助を見るや其人既に六十、赭顔白髪、鬚髯銀針の如く音吐洪鐘の如く強健にして能く山路を登降する、平地を行くが如し。不幸にして事業成らずと雖も其志稱するに堪えたり」

### 顕彰
死後、その功績を賞して以下の顕彰を受けている。
- 1915年（大正4年） 大正天皇即位の礼に伴い、従五位を贈られる[18]。
- 1935年（昭和10年） 函館市功労者として表彰される[7]。
- 1938年（昭和13年） 北方開拓の功績を賞して、開拓神社の祭神として祀られる[19]。